# Wereldkampioenschap voetbal 2018 (Groep G) Tunesië - Engeland
Dit artikel gaat over de wedstrijd in de groepsfase in groep G tussen Tunesië en Engeland die gespeeld werd op maandag 18 juni 2018 tijdens het wereldkampioenschap voetbal 2018. Het duel was de veertiende wedstrijd van het toernooi.

## Voorafgaand aan de wedstrijd
- Tunesië stond bij aanvang van het toernooi op de eenentwintigste plaats van de FIFA-wereldranglijst.[1]
- Engeland stond bij aanvang van het toernooi op de dertiende plaats van de FIFA-wereldranglijst.[2]
- De confrontatie tussen de nationale elftallen van Tunesië en Engeland vond twee keer eerder plaats. Eenmaal werd het gelijk en eenmaal won Engeland.[3]
- Het duel vond plaats in de Volgograd Arena in Wolgograd. Dit stadion werd in 2017 geopend en heeft een capaciteit van 45.568.

## Wedstrijdgegevens[4]
| Datum                | 18 juni 2018                                                                                   | 18 juni 2018                                                                                   |
| Wedstrijdnummer      | 14                                                                                             | 14                                                                                             |
| Stadion              | Volgograd Arena, Wolgograd                                                                     | Volgograd Arena, Wolgograd                                                                     |
| Toeschouwers         | 41.064                                                                                         | 41.064                                                                                         |
| Scheidsrechter       | Wilmar Roldán                                                                                  | Wilmar Roldán                                                                                  |
| Assistenten          | Alexander Guzman Cristian de la Cruz                                                           | Alexander Guzman Cristian de la Cruz                                                           |
| Vierde official      | Ricardo Montero                                                                                | Ricardo Montero                                                                                |
| Videoscheidsrechters | Sandro Ricci Emerson de Carvalho (assistent) Gery Vargas (assistent) Tiago Martins (assistent) | Sandro Ricci Emerson de Carvalho (assistent) Gery Vargas (assistent) Tiago Martins (assistent) |
| Man van de wedstrijd | Harry Kane                                                                                     | Harry Kane                                                                                     |
|                      | Tunesië                                                                                        | Engeland                                                                                       |
| Doelpunten           | 1                                                                                              | 2                                                                                              |
| Gele kaarten         | 0                                                                                              | 1                                                                                              |
| Rode kaarten         | 0                                                                                              | 0                                                                                              |
| Wissels              | 3                                                                                              | 3                                                                                              |
| Schoten op doel      | 1                                                                                              | 8                                                                                              |
| Schoten naast doel   | 4                                                                                              | 8                                                                                              |
| Overtredingen        | 14                                                                                             | 8                                                                                              |
| Hoekschoppen         | 2                                                                                              | 7                                                                                              |
| Buitenspel           | 2                                                                                              | 3                                                                                              |
| Balbezit (%)         | 39                                                                                             | 61                                                                                             |

| Tunesië | 1 – 2           | Engeland |
| Ferjani Sassi 35' (pen.) | goals (assists) | 11' Harry Kane 90+1' Harry Kane (Harry Maguire) |
| Nabil Maâloul | bondscoach      | Gareth Southgate |
| Mouez Hassen 16' Dylan Bronn Syam Ben Youssef Yassine Meriah Ali Maâloul Ellyes Skhiri Anice Badri Ferjani Sassi Fkhreddine Ben Youssef Wahbi Khazri 85' Naïm Sliti 74' | opstellingen    | Jordan Pickford Kyle Walker John Stones Harry Maguire Kieran Trippier 80' Dele Alli Jordan Henderson 90+1' Jesse Lingard Ashley Young 68' Raheem Sterling Harry Kane |
| Farouk Ben Mustapha 16' Mohamed Ben Amor 74' Saber Khalifa 85' | wissels         | 68' Marcus Rashford 80' Ruben Loftus-Cheek 90+3' Eric Dier |
| | gele kaarten    | 33' Kyle Walker |
| | rode kaarten    | |